# Ляхович, Артём Владимирович
Артём Влади́мирович Ляхо́вич (укр. Арте́м Володи́мирович Ляхо́вич), род. 12 июня 1982, Киев, Украинская ССР, СССР — украинский писатель, пианист, музыковед, педагог.

## Биография
Родился в г. Киев (Украина).
В 2000 году окончил с отличием специальную музыкальную школу-десятилетку и был принят на 2-й курс Киевской консерватории (Национальная музыкальная академия Украины имени П. И. Чайковского) в класс профессора И. М. Рябова, окончил с отличием в 2004 году. Кандидат искусствоведения, доцент. Лауреат международных конкурсов пианистов и различных премий в области музыки и литературы.
Ведёт курсы по специальному фортепиано и методике преподавания фортепианной игры в Киевской муниципальной академии музыки им. Р. М. Глиэра.
Выступает как концертирующий пианист (исполняет в том числе собственные сочинения) и ансамблист (академическая музыка), дополняя концерты лекциями. Гастролировал в России, США, Польше, Чехии. Выступал в крупных залах Украины.
Автор музыковедческих статей в музыкальных изданиях и исследований творчества С. В. Рахманинова, С. С. Прокофьева, А. С. Грина, музыки первой половины XX века и музыкального смыслообразования.
В 2013 году вышла монография «Символика в поздних произведениях Рахманинова».
По словам автора, писать книги для подростков он стал по совету друзей-литераторов, чьи тексты рецензировал и критиковал в социальных сетях. В своих статьях и интервью писатель отмечает структурную схожесть музыки и литературы:

«И у европейской академической музыки, и у литературы, точнее, у нарратива в широком смысле – общая логическая структура. Она соответствует самым абстрактным, самым общим представлениям человека о времени и пространстве. Грубо говоря, музыка своим языком тоже рассказывает истории».
Живёт в Киеве. Женат, воспитывает двух дочерей.

## Книги
- Ляхович А. В. Черти лысые. / Артём Ляхович ; [авторский перевод с украинского языка]. — Москва : Самокат, 2019. — (Недетские книжки).
- Ляхович А. В. Поворот / Артём Ляхович // Поворот: сборник рассказов. — Москва : Волчок, 2019. — С. 59–54. — (Рассказы Волчка).
- Ляхович А. В. Трепло / Артём Ляхович // Голос древнего моря : сборник рассказов. — Москва : Волчок, 2020. — С. 53–64. — (Рассказы Волчка).
- Быков Д. Л. и др. / Артём Ляхович ; [коллектив авторов]. // Война и мир в отдельно взятой школе. — Москва : АСТ, 2021. — (Роман-буриме).
- Ляхович А. В. Дырка. Фантасмагория. — Москва : Время, 2021.
- Ляхович А. В. Логово Змиево. Квест (роман). — Киев : Каяла, 2021.
- Ляхович А. В. Формула Z[8]. — Москва : Самокат, 2022. — (Встречное движение).

## Литературные премии
- 2016 — Премия «Книгуру» (2-е место) («Черти лысые»)
- 2018 — Премия «Книгуру» (2-е место) («Голубой трамвай»)
- 2019 — Премия «Книгуру» (2-е место) («Формула раззеркаливания»)[9]

## Критика
Исследователь подростковой литературы XXI века Е. В. Борода в своей работе приводит героев повести писателя «Черти лысые» как пример бегства, в основе которого «...неудовлетворённость жизнью, её узким пространством, отсутствие понимания или реальный конфликт» — характерные мотивы в произведениях писателей-мужчин XXI века. Горенинцева В. Н. и Губайдуллина А. Н. в своей статье отмечают тенденцию «омоложения» материнского образа в современной подростковой прозе, приводя в пример образ инфантильной матери из повести «Черти лысые»: «...утрачивается большая часть родительского авторитета. Мать, да и отец, нуждаются в заботе более, чем сын или дочь. Происходит инверсия социальных ролей: теперь ребёнок по отношению к матери (чаще, чем к отцу) выполняет роль значимого взрослого». Филолог и литературный критик М. Е. Порядина считает, что у писателя «...есть все шансы сделаться сверхпопулярным любимцем публики», а повесть «Голубой трамвай» называет оригинальным опытом рассуждения о границах человеческих и сверхчеловеческих возможностей.